# 후추정
후추정(일본어: 府中町)은 일본 히로시마현 남서부에 있는 아키군의 정으로, 히로시마시에 둘러싸여 있는 월경지이다. 일본의 정·촌 중에서 인구밀도가 2번째로 높다.

## 개요
정내에서 고훈 시대 후기의 가미오카다 고분이 발굴되었다. 현재도 아키국 3대 신사 중 하나인 다카에 신사가 있는 등 역사가 있는 정이다. 

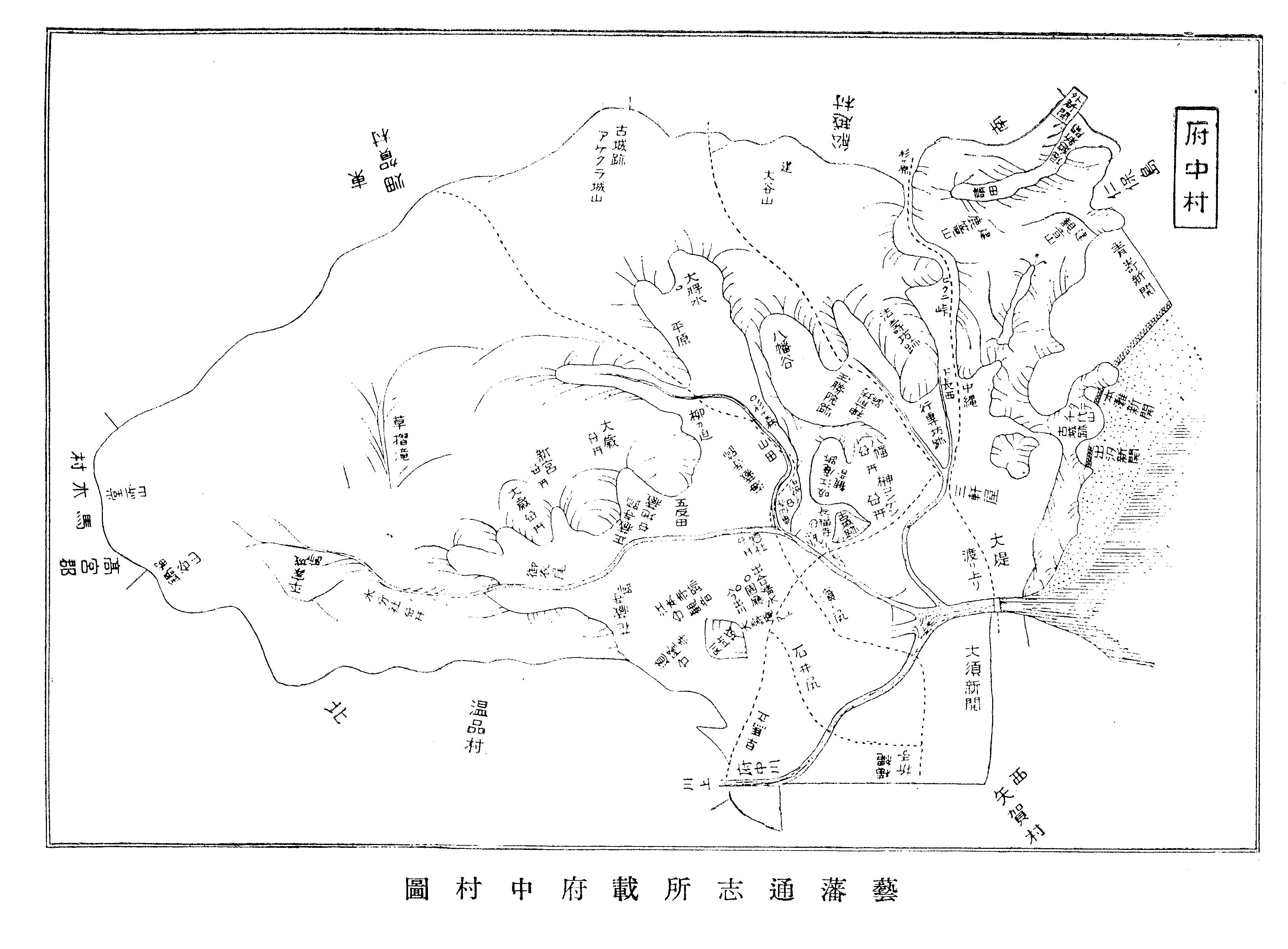
芸藩通志の江戸時代の府中町周辺の地図
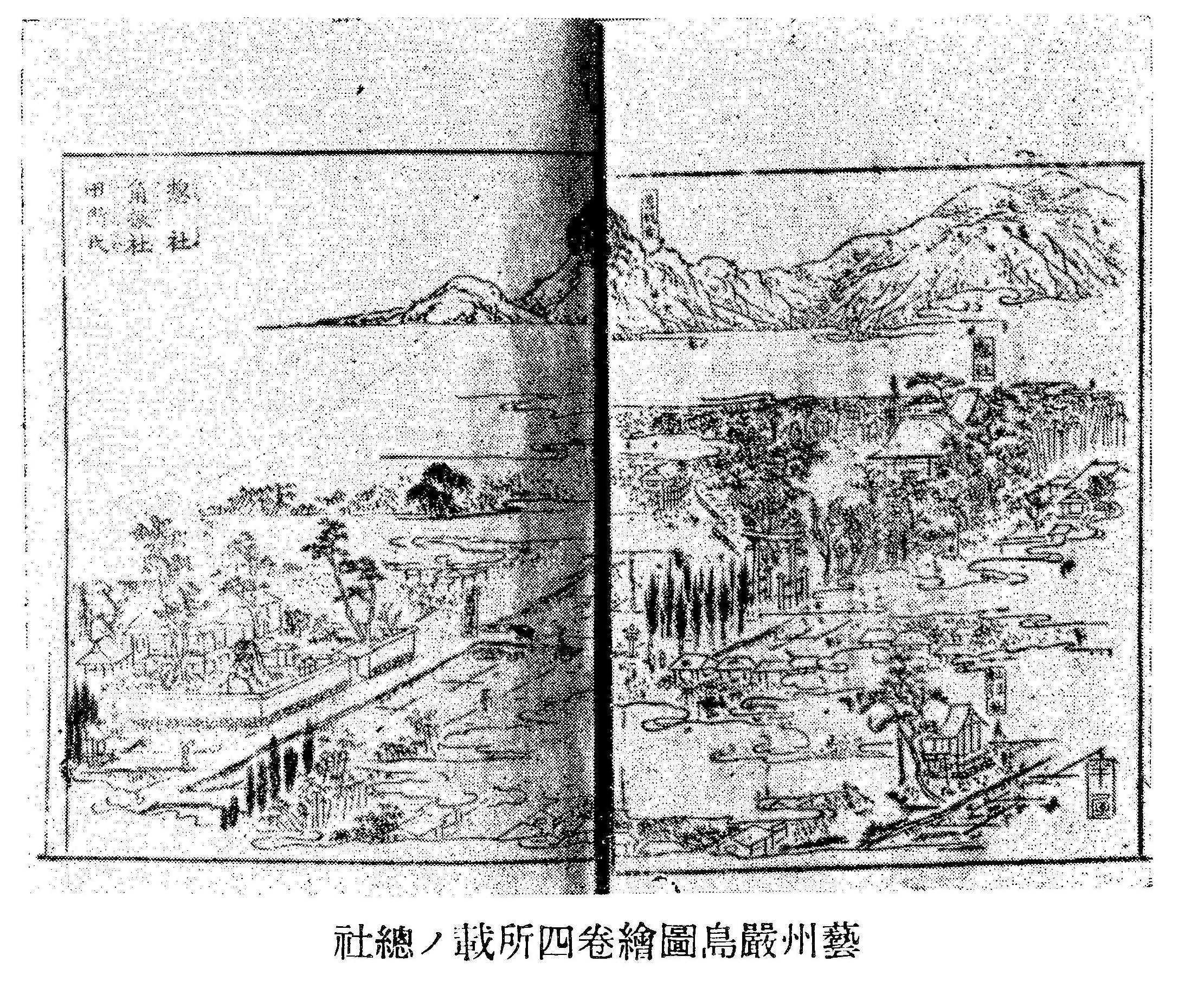
芸州厳島図会の総社周辺の地図

히로시마시의 주택 지역으로 택지화가 진행되어 2005년의 국세조사에서 인구는 50,737명이었다. 아이치현의 나가쿠테정(2012.1.4.)과 이와테현의 다키자와촌(2014.1.1.)이 각각 시로 승격하면서 2014년 1월 1일 기준으로 일본의 정·촌 중에서 인구가 가장 많고 유일하게 인구가 5만 명을 넘는다. 히로시마현 내에 있는 같은 이름의 후추시보다 인구가 많다. 자동차 제조사 마쓰다의 본사가 있는 기업도시이기도 하다.
주요 산업은 자동차 회사인 마쓰다 본사 및 그 관련 회사이다. 이전에는 기린 맥주 히로시마 공장이 있었고 현재는 이온몰 히로시마 후추 소레일(기린 맥주 파크 히로시마 안)로 이루어져 있다.
도쿄도에 있는 후추시는 무사시후추(武蔵府中), 히로시마현에 있는 후추시는 빈고후추(備後府中), 후추정은 아키후추(安芸府中)로 불러 구분한다.
후추정의 인구가 급증하자 시 승격 요건을 갖추었으나 인접한 동일 이름의 시 지명과의 중복이 우려되면서 히로시마시에 편입시켜 후추구로 전환할 가능성도 언급되고 있고, 개칭하여 시로 승격할 가능성도 존재하고 있다. 단 히로시마현 시로서의 요건에 관한 조례 제2호의 규정에 따라 구역 내에 고등학교 또는 이에 준하는 학교 또는 중등교육학교를 3개 이상 두어야 하는 등 몇 가지 제약이 있다.

## 지리
오타강 삼각주의 동단에 위치하고 남부는 평탄하지만 북부는 구릉지이다. 히로시마시에 완전히 둘러싸여 있으며, 히가시구, 미나미구, 아키구와 접한다.

## 역사
- 1889년 4월 1일 - 후추촌으로 성립하였다. 후추라는 이름은 고대 아키국의 국부가 있었던 데에서 유래한다.
- 1937년 1월 1일 - 정으로 승격하였다.

## 교통

### 철도
- 서일본 여객철도 산요 본선

### 도로
- 히로시마 고속도로 히로시마 고속 2호선

비고: 일반 국도는 없고 도도부현도 몇몇 노선이 후추정을 통과하고 있다.